# Das goldene Zeitalter
Das goldene Zeitalter (Originaltitel: L’Âge d’Or) ist ein surrealistischer Tonfilm des Regisseurs Luis Buñuel aus dem Jahr 1930.

## Inhalt
Der Film beginnt mit Dokumentarfilmaufnahmen von Skorpionen. Nach dem Zwischentitel „Einige Stunden später...“ klettert ein Räuber auf einen Felsen. Er sieht vier Bischöfe auf einem Riff sitzen und Gebete murmeln. Dann geht er weiter in eine Hütte, in der noch andere Räuber warten. Es sind einige Gesprächsfragmente zu hören („Ihr habt... Akkordeons, Flusspferde und Pinsel“). Die Gruppe geht zu den Felsen, doch ein Räuber nach dem anderen bricht unterwegs zusammen und bleibt liegen.
In der folgenden Szene sieht man viele Menschen, darunter Bürgerliche, Priester, Militärs, die mit Booten das Ufer erreichen. Sie gehen zu dem Felsen, auf dem vorher die Geistlichen saßen, und sehen, dass von diesen bloß noch Skelette übrig sind. Man macht sich an die Grundsteinlegung der ewigen Stadt Rom. Doch die Zeremonie wird unterbrochen. Am Rande des Geschehens beginnen ein Mann und eine Frau, sich im Liebesspiel im Schlamm zu wälzen. Sie werden gewaltsam getrennt und der Liebhaber wird von zwei Männern festgenommen. Der Verhaftete reagiert auf die Verhaftung äußerst gereizt, tritt nach einem Hund und einem Bettler und zerquetscht Insekten. Die Grundsteinlegung wird beendet und Rom wird errichtet. Es sind Flugaufnahmen von Rom und vom Vatikan zu sehen. Verschiedene absurde Stadtszenen werden gezeigt: Ein Mann in einem Anzug tritt vollkommen mit Staub bedeckt aus einem Café, ein anderer Mann kickt auf seinem Weg die Straße entlang eine Violine vor sich her usw.
Mit seinen beiden Bewachern gelangt der Mann schließlich in eine Stadt. Um die Bewacher loszuwerden, zeigt er ihnen ein Zertifikat, das ihn als Vertreter der „Gesellschaft des guten Willens“ ausweist. Von den Bewachern freigelassen ist seine erste Tat, einen auf der anderen Straßenseite stehenden Blinden durch einen Tritt zu Fall zu bringen. Anschließend fährt er mit dem Taxi zu einer Feier, auf der er seine Geliebte wiedersieht. Ein mitten durch das Geschehen fahrender Ziehkarren mit betrunkenen Bauern scheint niemandem besonders aufzufallen. Zuvor hatte die Geliebte eine auf ihrem Bett liegende Kuh aus ihrem Schlafzimmer gescheucht. Bevor der Mann seine Geliebte treffen kann, wird er von deren Mutter in ein Gespräch verwickelt. Dann sieht man, wie im Hof ein Bediensteter seinen Sohn erschießt, weil dieser ihm den Tabak aus der Pfeife gestohlen hat. Dabei schaut die feine Gesellschaft lediglich leicht empört zu. Auch ein Brand in der Küche interessiert die Gesellschaft nicht. Als hingegen der Mann die Mutter seiner Geliebten ohrfeigt, weil sie versehentlich sein Getränk verschüttet hat, entrüstet sich die ganze Abendgesellschaft. Sie wirft ihn raus und umsorgt die Mutter, als wäre sie ernsthaft verletzt.
Nachts, während eines Konzertes, auf dem auch ein Priester Geige spielt, kommen die Liebenden das nächste Mal zusammen. Doch auch dieses Mal können sie sich nicht lieben, rutschen immer wieder vom Stuhl und schaffen es nicht, sich zu umarmen. Auf einmal wird der Mann zu einem Telefonat mit dem Innenminister gerufen. Er tobt vor Wut und streitet sich am Telefon mit dem Minister, welcher sich erschießt. Die Leiche liegt aber nicht am Boden, sondern klebt an der Decke, als sei die Schwerkraft umgekehrt worden. Nach dem Telefonat kommt der Mann wieder. Das Paar umarmt sich. Schließlich sagt die Frau: „Wie schön, dass wir unsere Kinder ermordet haben“, und streichelt ihrem Partner über das Gesicht, das plötzlich blutverschmiert ist. Er antwortet einige Male „Meine Liebe... meine Liebe“. Der Dirigent scheint plötzlich unter starken Kopfschmerzen zu leiden, stolpert von der Bühne und taumelt durch den Garten, bis er auf die zwei Liebenden trifft. Die Frau springt auf, umarmt und küsst den Dirigenten. Ihr Geliebter springt wütend auf, stößt sich den Kopf an einem hängenden Blumentopf und leidet nun seinerseits an Kopfschmerzen. Er taumelt durch den Garten zurück ins Haus. In der nächsten Szene liegt der Geliebte allein im Bett und zerstört die Kissen. Mit Federn in den Händen geht er zum Fenster, öffnet es und wirft nacheinander einen brennenden Baum, einen Bischof, einen Pflug und eine Giraffe hinaus. Schließlich lässt er die Federn aus seinen Händen gleiten.
Am Ende des Films wird in einer Texttafel erklärt, dass vier von Grund auf böse Männer in einer Burg eine vierzigtägige Orgie abhielten, bei der acht Frauen starben (eine Anspielung auf Die 120 Tage von Sodom des Marquis de Sade). Die erste von vier Personen, die das Haus verlassen, ist Jesus, der im Film, analog zu einer Hauptfigur im Buch, als Herzog von Blangis bezeichnet wird. Nach ihm treten drei adelige Personen aus der Tür. Eine Frau kriecht blutverschmiert hinterher, worauf Jesus zurückgeht und sie wieder hineinzerrt. Nach dem Schrei einer Frau sieht man die Tür sich erneut öffnen, und der Herzog tritt wieder heraus, diesmal jedoch ohne Bart. Die letzte Einstellung des Films zeigt ein Kreuz, an das die Skalps der während der Orgie ermordeten Mädchen genagelt sind.

## Aussage
Buñuel kritisiert in seinen Filmen die bürgerliche Gesellschaft und die christliche Moral. Er will nicht nur das Bestehende verbessern, sondern er will das ganz Andere. So führte er einmal aus: „Die bürgerliche Moral ist für mich Unmoral, die man bekämpfen muss; diese Moral, die sich auf unsere äußerst ungerechten sozialen Institutionen wie Religion, Vaterland, Familie, Kultur gründet, überhaupt, was man so die Pfeiler der Gesellschaft nennt.“

## Aufführungen
Der Film wurde im „Studio 28“ uraufgeführt, wo er sechs Mal hintereinander vor ausverkauften Rängen lief. Am 3. Dezember 1930 wurde eine Aufführung des Filmes durch Rechtsextremisten der „Action française“ unterbrochen, die den Kinosaal verwüsteten, die Leinwand mit Tinte bewarfen und eine Ausstellung surrealistischer Bilder zerstörten. Am 10. Dezember erhielt der Film ein Aufführungsverbot, das erst 1981 aufgehoben wurde.

## Sonstiges
- Der Film war einer der ersten französischen Tonfilme.
- Der Produzent Vicomte de Noailles konvertierte später zum Katholizismus und nahm den Film als Gotteslästerung aus dem Vertrieb.[3]

## Kritiken
„In Übereinstimmung mit der surrealistischen Ideologie ist nur die Liebe, die wilde, anarchistische, irrationale Liebe annehmbar. Alles andere wird dem Spott preisgegeben: die Reichen, die Kirche, der Staat, die Armee, genau wie die typisch bürgerlichen Laster, die da Sentimentalität und Romantik heißen und die Buñuel sein ganzes Leben lang verabscheut hat.“

„‚Das goldene Zeitalter‘ ist sicher einer der provokantesten und kompromisslosesten Filme, die je gedreht wurden. Und Buñuel ist sich selbst treu geblieben“